# Burg Neuhofen
Die Burg Neuhofen ist eine abgegangene Burg westlich des alten Ortskerns von Neuhofen im heutigen Rhein-Pfalz-Kreis in Rheinland-Pfalz. Sie wurde 1349 zerstört.

## Baubeschreibung
Das frühere Aussehen der Burg ist nicht bekannt. Johann G. Widder sah 1786 einen kleinen Burghügel und berichtet von einigen Grundmauern, die noch vorhanden waren. Der 1396 erwähnte „Altbach“ speiste vermutlich den Ringgraben sowie einen äußeren Wehrgraben mit Wasser. Beide Gräben waren bei Ausgrabungen im Jahr 1927 noch im Gelände sichtbar.

## Geschichte
Das Dorf Neuhofen wurde als Wirtschaftshof des Klosters Himmerod gegründet. Am 30. Juni 1318 kam es aus wirtschaftlichen Gründen zum Verkauf an Speyerer Bürger und den Ritter Theodricus de Lyningen dictus Zollner. Zwischen 1318 und 1338 gelangte das ehemalige Klostergut an die Pfalzgrafen zu Heidelberg. Ab dieser Zeit entwickelte sich das Klostergut Nova Curia in ein Dorf. An der westlichen Seite des Dorfes wurde zum Schutz von Neuhofen eine Burg gebaut. Wann genau die Burg erbaut wurde, ist nicht klar. Der Heimatforscher Rudolf Wihr nahm an, dass die Burg in der ersten Hälfte des 14. Jahrhunderts errichtet wurde. Die Burg befand sich zum Zeitpunkt ihrer urkundlichen Erwähnung im Jahr 1349 als kurpfälzisches Lehen in der Hand der kurpfälzischen Ritter Albrecht und Heinrich von Erligheim. Da die Ritter von Erligheim bzw. von der Burg Neuhofen und der Burg Affolterloch wiederholt den Bürgern von Speyer Schaden zugefügt hatten, ließ Kaiser Karl IV. mit Hilfe der Speyerer Bürger im März oder April 1349 beiden Burgen schleifen und verbot deren Wiederaufbau.
„Pfalzgraf Ruprecht selbst hatte eine Zeitlang der wüsten Sitte gehuldigt im Straßenraub einen offnen Erwerbszweig zu suchen und nahe bei Speyer an der wormser Straße unterhielt er zwei solcher Raubnester das eine stand zu Neuhofen am Rhein das andere war ein befestigtes Haus zu Affolterlohe und von dort aus wurden die vorüberziehenden Kaufleute in dem nahen Wald (Rechholz) beraubt. Karl IV. war gerade mit Heeresmacht anwesend um seinen Gegner Günther zu bekämpfen; dem Umstand hatten es die Städte zu danken, daß er diesmal kräftig einschritt die Waffenfähigen in Speyer schnell zusammenzog und die Raubhöhlen zerstörte (1349) Freilich litten nach Karls Abzug die Speyerer noch härter von Ruprecht, als zuvor und erst nach dem Ende des Bürgerkriegs ward unter königlicher Vermittlung ein Friede hergestellt ein Edict verbot zugleich innerhalb 3 Meilen von Speyer weg eine Burg bauen zu dürfen geschähe es ohne Genehmigung der Stadt so sollten die Bürger dieselbe zerstören können.“
Der Pfalzgraf Ruprecht I. nahm Rache für die Zerstörung der zwei Burgen.
„...derselben Landgüter mit Schwert, Brandt und Nam verderbt, Weg und Steg verlegt, dass niemand sicher weder Strassen noch Rheinstrom brauch können desshalben die Bürger offt ausser der Stadt gefallen, mit den Pfalzgräfischen scharmützelt, also dass grosser Schaden, mit Mord und gefänglicher Hinführung beyderseits beschehen.“
Die Zerstörung der Burg hatte auch ein juristisches Nachspiel. Für den entstandenen Schaden forderten die Pfalzgrafen sowie die Ritter von Erligheim Schadensersatz. Bei der Zerstörung der Burg war es zu Schäden im Dorf Neuhofen gekommen. Erst am 17. September 1349 kam es zu einer Lösung. Der Pfalzgraf Ruprecht I. Und Ruprecht II. sowie die Brüder Albrecht und Heinrich von Erligheim verzichteten auf ihre Ansprüche an die Speyerer. 1380 schenkte Pfalzgraf Ruprecht I. dem Neustadter Kollegialstift zum heiligen Aegidius das ehemalige Burggelände, das im Jahr 1396 mit einer Mühle überbaut wurde. Im Jahr 1390 forderte und erhielt das Stift Neustadt 750 Gulden Schadensersatz.
„Im J. 1396 hat sich Pfalzgraf Ruprecht mit Dechant und Kapitel des Stifts verglichen, daß sie mit einander zum Nuwenhofe da Herzog Ruprecht der alte Pfalzgraue dem Stift den Burgstadel daselbs mit aller Zugehörde erblich gegeben hatte eine Müle buwen und machen wollen und derselben gemein niesen und gebruchen, dergestalt, daß die Pfalz soll daran haben zwei Theile zu geben, die Herren aber des Stifts den dritten Theile zu geben und' nemen.“